# Римарівка (Миргородський район)
Ри́марівка — село в Україні, в Миргородському районі Полтавської області. Населення становить 904 осіб. Входить до складу Краснолуцької сільської громади.
Після ліквідації Гадяцького району у липні 2020 року увійшло до Миргородського району.

## Географія
Село Римарівка знаходиться на правому березі річки Грунь, вище за течією на відстані 3,5 км розташоване село Сватки, нижче за течією примикає село Красна Лука, на протилежному березі — село Максимівка. По селу протікає пересихаючий струмок з загатою.
По обидві сторони річки ростуть листяні і хвойні ліси. Серед дерев у лісах трапляються дуби, сосни, білі берези, осики, липи, поблизу річки — верба, вільха. У річці є риба: щука, окунь, плітка, красноперка, лящ, трапляється сом. Серед тварин зустрічається заєць, лисиця, інколи куниця,бобер, дикий кабан.

## Назва
Першим жителем села був поселенець за професією лимар, який займався переважно вичинкою шкір. Звідси і походить назва Лимарівка, але в народі звук «Л» був замінений звуком «Р», тому село носить назву Римарівка.

У «Літописі землі гадяцької» 2004 року видання є такі дані:
Римарівка заснована в 16 ст. на березі річки Грунь. Тут селилися переважно селяни-втікачі, які рятувались від експлуатації Польсько-Литовських панів .... Назва села походить за легендою від роду занять його першого жителя - ЛИМАРЯ, який займався вичинкою шкір. Припускають, що з часом Лимарівка стала називатися Римарівкою.

## Місцевості села
Від старожила села Римарівка Козін Ольги Тимофіївни 1917 року народження (Фалимони) дізналися, що в селі виділяли такі кутки: Дзюбівка, Блиндарівщина, Клинець, Підгора, Загребелька, Німівщина, Коржівщина, Залуг, Поділ, Стінка, Зеленщина, а в 70-80р. XX ст.. утворився новий куток на пагорбі, який розділяє село Римарівка і село Красна Лука. Його Римарівці називають — Новоселівкою, а багато хто Палестиною.
З назв околиць села встановили такі: Світильчине, Острів, Кісілівщина, Шапка, Макітра, Магирівські ярки, Бабачини, Зубківщина, Мельниківщина, Павленків ліс, Піддубня, Кут.
На річці Грунь, місця куди ходять люди купатися, називаються: Прудковід, Стінка або Пісочок, Попівщина, Переправа, Давидівське.

## Історія
Римарівка було засноване в XVI столітті. Село заселялося переважно селянами-втікачами, які спасалися втечею від польсько-литовських панів. Але згодом жителі села Римарівка стали залежними від пана-полковника Рубана, якому гетьман Мазепа подарував село з прилеглими землями, лісами і селянами. Спадкоємців чоловічої статі в сім'ї полковника Рубана не було. В нього були дочки, до яких приставали в прийми відставні офіцери царської армії. Таким чином, жителі села потрапили під кріпосну залежність панів: Велецького, Войни, Сечкина, Мазараки, Зеленського, Головіна.
Жителі села переважно займалися землеробством, скотарством і садівництвом. Крім цього селяни займалися бджільництвом, ремеслом (сукновальство, ткацтво).На території правого берега річки Грунь, де згодом розташувалися городи проживаючих Катровичів  та Олійників, в період з першої половини XVII ст. працювала селітроварня, бурти  якої розташовувалися із сходу на захід. Вироблена  селітра  використовувалася  як основний компонент при виготовленні пороху для Гадяцького полку. Згодом при припиненні діяльності селітроварні, на місті, де стояли печі, спорудили олійницю, що існувала ще і в XX столітті. Поряд з олійницею знаходилася криниця, яка збереглася до сьогодення.
Будинки жителів були низенькими хатами-мазанками, критими соломою з двома-трьома маленьким віконцями.
Процвітала в селі і поміщицька культура. Дочки сусідніх поміщиків навчалися в, заснованому пані Роговиною, Римарівському пансіоні «благородних дівиць», проте жодної школи для навчання селян не було.
У 1700 році розпочинається Північна війна між Швецією та Московським царством. У війні брали участь і козаки Гадяцького полку. Відомо, що полк складався з 12 — 15 сотень, до кожної з яких входило від 200 до 600 козаків. У другу полкову сотню Гадяцького полку входили козаки сіл Підставки, Красна Лука, Римарівка, Максимівка, Сватки, Бірки, Синівка, Подільки та Капустинці. В 1696 році козаки Гадяцького полку брали участь у штурмі Азова. Полк проіснував до 1782 року. Його першим полковником був Кіндрат Бурляй, сподвижник Богдана Хмельницького.
За ревізією власності на землю, що мала назву «Генеральне слідство про маєтності», у 1729 в Гадяцькому полку було роздано нерухомість найбільш впливовій старшині та духовенству. Так у селі Римарівка до Гадяцького полкового правління належали 23 двори, якими володів полковий осавул Яків Гречаний (по жалованной грамоте, данной отцу его в вечное владение).
Після Ліквідації автономії Лівобережної України та ліквідації полкового правління в 1781—1782 роках Гадяцький полк було ліквідовано, а його територія включена до складу Чернігівського намісництва.
За даними на 1859 рік у власницькому та козачому селі Гадяцького повіту Полтавської губернії, мешкало 1907 осіб (926 чоловічої статі та 981 — жіночої), налічувалось 219 дворових господарств, існувала православна церква.
Маніфестом від 19 лютого 1861 року царським урядом було скасовано кріпосне право. Тільки через два роки дізналися про цей маніфест жителі села Римарівка. Вони вимагали волі, знаючи про неї лише з переказів, але пристав Петренко, в цей час, жорстоко розправлявся з тими, хто насмілювався говорити про волю.
Після проведення реформи всі жителі села були розділені на 19 общин, які сплачували відступну цареві та міщанам за волю.
Основні землі з лісами та луками поміщика Головіна закупив колишній царський міністр шляхів сполучення Кривошей, який в особистих інтересах дбав про те, щоб побудувати залізницю від Лохвиці до Гадяча, наблизивши її до своїх земель.
В 1893 році була збудована земська двокласна школа, в якій працював один учитель.

У селі Римарівці був пансіон німця Блюмеля та його дружини.
Туди приймано хлоп'ят і дівчат. Дітей учено разом: Herr Blumel опікувався хлоп'ятами, а дружина його — дівчатами. Вчили в пансіоні німецької мови й французької, грати на фортеп'яно і чогось там ще з загальних наук…
За «столипінщини» в селі почали швидко руйнуватися селяж общини. Велика кількість малоземельних та безземельних селян, були змушені продати землю та переселитися в Сибір та на території сучасного Казахстану і Киргизстану.

### 1918—1945
Радянська окупація в селі встановлена восени 1918 року. В 1919 році був створений революційний комітет (ревком) на чолі з Плутенком Я. М. Під час колективізації в селі утворено  два колективні господарства «Нове Життя» і «Комунар».
Річка Тарапунька, права притока річки Грунь поділяє село на дві частини. В народі говорили, що північна сторона села, це «Нове Життя», а  південна, яка розташована  на правому березі Тарапуньки — «Комунар».
Село постраждало внаслідок геноциду українського народу, проведеного окупаційним урядом СССР 1923—1933 та 1946–1947 роках. У ці роки масово вмирали люди, божеволіли від нестерпного голоду. Село було практично знищено. Могила, куди доставляли померлих від голоду людей, знаходиться на Комунарському кладовищі.
27 вересня 1941 року в село Римарівку ввійшли гітлерівські війська. 72 людини в цей час вивезено до Німеччини на примусові роботи. Почалася Німецько-радянська війна, під час якої гинули жителі села. За час окупації нацисти розграбували все колгоспне майно. Під час відступу розбомбили лікарню, школу, тваринницькі приміщення, знищили чимало будівель колгоспників. Випадково вціліла пара биків, шестеро коней. 10 вересня 1943 року радянські війська увійшли в село.

### Повоєнний період, 1950—1970
Село почало підніматися з руїн, селяни вирощували хліб для радянської держави, щоб прискорити перемогу над ненависним ворогом, відбудовували зруйновані приміщення, збирали теплий одяг і відсилали воїнам на фронт.
Відбудову колгоспного господарства очолив новообраний голова Опришко Олександр Григорович, а пізніше Марченко Михайло Іванович.
Власними силами римарівчани відбудували ферми. Радянський уряд надав допомогу посівним матеріалом, а вже обробляли звільнену землю колгоспники своїми коровами. Після визволення повернулися з евакуації трактори і сільськогосподарська техніка. По закінченню Другої світової війни демобілізовані воїни взялися за  відбудову села і відновлення сільського господарства. Все це допомогло селу відродитися.
Після проведення укрупнення колгоспних господарств та реорганізації МТС і передачі сільськогосподарської техніки колгоспам, колгосп «Україна» села Римарівки домігся покращення добробуту селян.
- 1955 році валового збору зерна 38619 центнерів
- 1956 році — 47914 центнерів зерна.

Зростали і грошові доходи колгоспу. В 1956 році вони вже становили 1875050 карбованців в старому обчисленні.
Зростало поголів'я худоби колгоспу. Якщо порівняти ріст рогатої худоби за один рік, то можна бачити наступні цифри:
- 1955 рік-корів 196 голів, свиней — 558 голів,
- 1956 рік-корів 228 голів, свиней — 863 голови.

Зростав надій молока на 100 гектарів сільськогосподарських угідь.
- 1955 рік — 50,4 ц
- 1956 рік — 66,7 ц

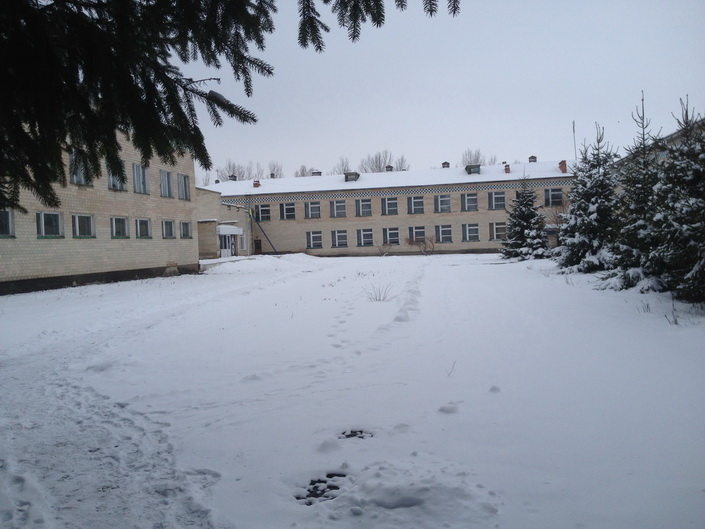
Школа село Римарівка

Колгоспники збудували нові будови, млин, маслобійню, контору колгоспу, два капітальних свинарника, два телятники, два корівники, приміщення дитячих ясел на 50 дитячих ліжок та інші споруди. В селі працювала лікарня на 30 ліжок, середня школа, аптека, відділення зв'язку, ветеринарний пункт, сільмаг, господарський магазин. Село було радіофіковане і електрифіковане. Працювала постійна кіноустановка. В колгоспі налічувалося 17 тракторів, 10 грузових автомашин, одна легкова автомашина «ВОЛГА».
Побудовано нову середню школу. До цього шкільні приміщення були розрізнені, головний корпус школи знаходився у «Юріївському будинку», інші були неподалік і мали народні назви «попова школа», «церковна школа» (приміщення збереглися і по цей час), у семидесяті роки відійшла у вічність «червона школа». Серед вчителів, які віддали себе школі і зробили неоціненний вклад в підготовку учнів, слід назвати: Яцуна Степана Якимовича, Педченка Миколу Івановича, Писаренка Миколу Мифодійовича, Литовку Галину Тарасівну, Куслю Тетяну Панасівну, Цікал Феню Никифорівну.

### Сучасність
19 лютого 2000 року розпочалося реформування села. Цього дня на загальних зборах колгоспників переважною більшістю голосів діяльність колгоспу «Україна» припинено, як неефективного і на його матеріальній та ресурсній базі, за рішенням сільських активістів, утворено товариство з обмеженою відповідальністю «Україна» з перспективними, зацікавленими засновниками, яким, вже колишні колгоспники, довірили, як керівникам новоствореної приватної структури, управління   ресурсами  ліквідованого  колгоспу  та  вирішення їх подальшої долі. Розпочалося активне реформування села.
До 2018 року орган місцевого самоврядування — Римарівська сільська рада.

## Покровський храм
Завдяки Леоніду Василенку в селі відреставрована Свято-Покровська церква (1906)

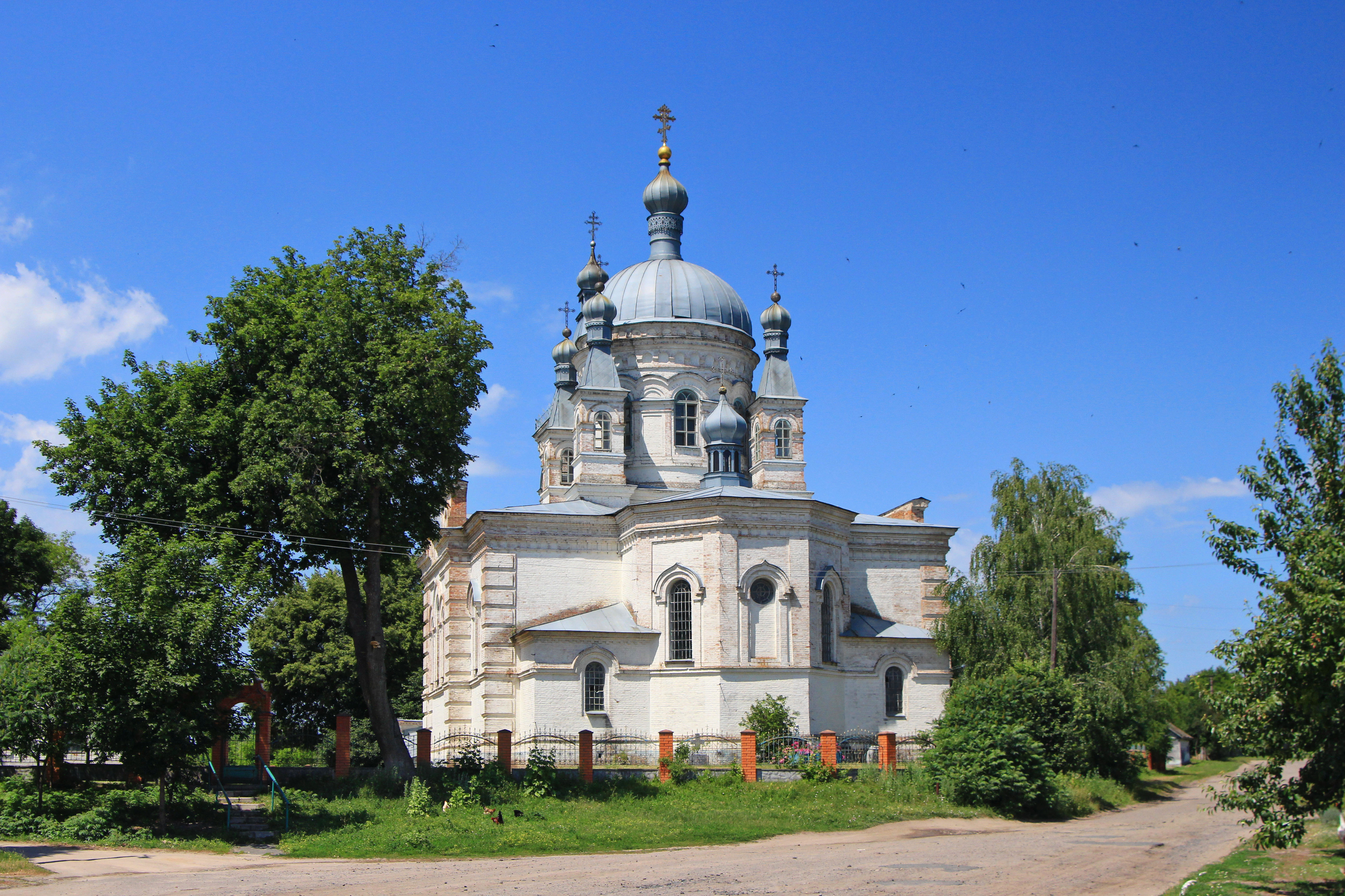
Покровська церква

## Жертви голодомору[5]
- Барабицький Яків — сім'я 9 чоловік
- Блакитний Ф. — сім'я 5 чоловік
- Бондаренко Василь — сім'я 7 чоловік
- Бортник О. — сім'я 6 чоловік
- Бортник Микола — сім'я 4 чоловіка
- Бортник Ф. — сім'я 2 чоловіка
- Васецький Ф. — сім'я 7 чоловік
- Власенко В. — сім'я 7 чоловік
- Власенко І. — сім'я 5 чоловік
- Власенко М. — сім'я 7 чоловік
- Власенко О. — сім'я 6 чоловік
- Власенко Т. — сім'я 5 чоловік
- Власенко Юхим — сім'я 3 чоловіка
- Гаврилко Оврам — сім'я 9 чоловік
- Гах Т.- сім'я 3 чоловіка
- Горпинко Марія -  1 дитина
- Грицан С. — сім'я 5 чоловік
- Дівак М. — сім'я 9 чоловік
- Долинний В. — сім'я 11 чоловік
- Жарко Т — сім'я 6 чоловік
- Жидівка М. — сім'я 9 чоловік
- Заєць М. — сім'я 2 чоловіка
- Заярський К. — сім'я 6 чоловік
- Канівець А. — сім'я 8 чоловік
- Кармаза М. — сім'я 4 чоловіка
- Кобзар С. — сім'я 6 чоловік
- Ковінько Василь — сім'я 11 чоловік
- Ковінько Г.
- Ковінько Іван — сім'я 6 чоловік
- Ковінько Петро — сім'я 3 чоловіка
- Ковінько С. — сім'я 7 чоловік
- Ковінько Ф. — сім'я 7 чоловік
- Ковінько Ф. — сім'я 4 чоловіка
- Ковтун Г. — сім'я 5 чоловік
- Ковтун Д.--- 1 дитина
- Ковтун Іван — сім'я 4 чоловіка
- Ковтун К. — сім'я 6 чоловік
- Ковтун С. — сім'я 2 чоловіка
- Ковтун Т. Ковтун Ф. — сім'я 8 чоловік
- Ковтун Ф. — сім'я 7 чоловік
- Ковтун Яків — сім'я 7 чоловік
- Козаченко А. — сім'я 4 чоловіка
- Козін А. — сім'я 5 чоловік
- Козін К. — сім'я 5 чоловік
- Кошман Василь — сім'я 11 чоловік
- Кошман С. — сім'я 9 чоловік
- Кравченко В. — сім'я 5 чоловік
- Кравченко Г. — сім'я 4 чоловіка
- Кравченко Іван Миколайович
- Кравченко Іван П.
- Кравченко К. — сім'я 6 чоловік
- Кравченко С.
- Кравченко Ф. — сім'я 6 чоловік
- Крамар С. — сім'я 10 чоловік
- Красюк Д. — сім'я 3 чоловіка
- Кармаза В. — сім'я 8 чоловік
- Кулеба Г. — сім'я 6 чоловік
- Кучеренко П.
- Левун Д. — сім'я 6 чоловік
- Лепський І. — сім'я 4 чоловіка
- Литвин Ф. — сім'я 7 чоловік
- Лимоня Петро — сім'я 5 чоловік
- Литовка Іван — сім'я 5 чоловік
- Литовка П. — сім'я 3 чоловіка
- Литовка С. — сім'я 7 чоловік
- Ляшенко А.- сім'я 6 чоловік
- Марунич Г. — сім'я 5 чоловік
- Мележик Іван — сім'я 2 чоловіка
- Мельник Г. сім'я 5 чоловік
- Микитенко В. — сім'я 9 чоловік
- Мирошниченко О. — сім'я 7 чоловік
- Міняйло О. — сім'я 8 чоловік
- Міщенко С. — сім'я 2 чоловіка
- Негодиха Анюта
- Оксьом А. — сім'я 2 чоловіка
- Перепелиця С. — сім'я 4 чоловіка
- Перепелиця Я. — сім'я 6 чоловік
- Перерва О. — сім'я 8 чоловік
- Перерва П. — сім'я 5 чоловік
- Петренко П — сім'я 2 чоловіка
- Писаренко Іван — 2-є дітей
- Плутенко К.
- Плутенко Т. — сім'я 7 чоловік
- Плутенко Трохим — сім'я 4 чоловіка
- Погорілий К — сім'я 7 чоловік
- Полтавець О. — сім'я 9 чоловік
- Полянин Іван — сім'я 8 чоловік
- Правдюк Іван
- Різнечок М. — сім'я 7 чоловік
- Різнечок Петро — сім'я 4 чоловіка
- Росколупа В. — сім'я 6 чоловік
- Серба О. — сім'я 6 чоловік
- Середа Г. — сім'я 7 чоловік
- Середа Петро — сім'я 6 чоловік
- Сватковська Уляна — сім'я 5 чоловік
- Сухоніс Г.
- Сухоніс Д. — сім'я 2 чоловіка
- Тихонович Тарас — сім'я 4 чоловіка
- Тичина М. — сім'я 7 чоловік
- Филь Г. — сім'я 6 чоловік
- Холод Іван — сім'я 6 чоловік
- Хропко С. — сім'я 7 чоловік
- Хропко С. — сім'я 6 чоловік
- Череповський Ф.
- Швець Ф. — сім'я 3 чоловіка
- Швидкий К. — сім'я 7 чоловік
- Шостак Ф. — сім'я 7 чоловік
- Ященко А. — сім'я 7 чоловік
- Яцун М.

## Жертви політичних репресій[6]
- ГАЛАТА Олександр Семенович, 1895 р., с. Червоні Луки Лохвицького р-ну Полтавської обл., українець, із селян, освіта вища. Проживав у с. Римарівка Гадяцького р-ну Полтавської обл. Вчитель неповної середньої школи. Заарештований 11 березня 1938 р. Засуджений Особливою трійкою при УНКВС Полтавської обл. 7 квітня 1938 р. (стаття КК не вказана) до розстрілу. Вирок виконано 26 травня 1938 р. у м. Полтава. Реабілітований Полтавською обласною прокуратурою 24 лютого 1989 р.[7]
- ГОЛОБОРЩИЙ Тимофій Андрійович, 1881 р., с. Римарівка Гадяцького р-ну Полтавської обл., українець, із селян, освіта початкова. Проживав у с. Римарівка. Селянин-одноосібник. Заарештований 10 березня 1931 р. Засуджений Особливою нарадою при Колегії ДПУ УСРР 12 квітня 1931 р. за ст. 54-10 КК УСРР до 3 років заслання у Північний край. Реабілітований Полтавською обласною прокуратурою 7 червня 1995 р.
- ОДАРЧЕНКО Василь Макарович, 1876 р.,с. Римарівка Гадяцького р-ну Полтавської обл., українець, із селян, освіта початкова. Проживав у с. Римарівка. Колгоспник. Заарештований 28 квітня 1944 р. Засуджений Військовим трибуналом військ НКВС Полтавської обл. 26 лютого 1945 р. за ст. 54-10 ч. 2 КК УРСР до 10 років позбавлення волі з поразкою в правах на 3 роки. Реабілітований Полтавською обласною прокуратурою 6 червня 1991 р.
- ОФІЦЕР Олександр Якович, 1889 р., с. Красна Лука Гадяцького р-ну Полтавської обл., українець, із селян, освіта початкова. Проживав у с. Римарівка Гадяцького р-ну. Селянин-одноосібник. Вперше заарештований 10 лютого 1930 р. Засуджений Особливою нарадою при Колегії ДПУ УСРР 30 березня 1930 р. за ст. 54-10 КК УСРР до 3 років заслання у Північний край. Після відбуття покарання проживав у с. Римарівка. Тесля колгоспу. Вдруге заарештований 8 вересня 1937 р. Засуджений Особливою трійкою при УНКВС Харківської обл. 16 жовтня 1937 р. за ст. 54-10 ч. 1 КК УРСР до 10 років позбавлення волі. Реабілітований Полтавським обласним судом 17 вересня 1960 р. та Полтавською обласною прокуратурою 16 січня 1990 р.
- СКОРОБАЧ Федір Никанорович, 1895 р., с. Римарівка Гадяцького р-ну Полтавської обл., українець, із селян, освіта початкова. Проживав у с. Римарівка. Кравець. Заарештований 1 серпня 1937 р. Засуджений Особливою трійкою при УНКВС Харківської обл. 10 вересня 1937 р. за ст. 54-10 ч. 1 КК УРСР до розстрілу з конфіскацією майна. Вирок виконано 21 вересня 1937 р. Реабілітований Полтавською обласною прокуратурою 28 квітня 1989 р.

## Загиблі в період Другої Світової війни
Занесені до Книги Пам´яті України Т. 2 с. 647—654
- Барабицький Андрій Миколайович, 1916 р. Мобілізований у 1941 р. Старшина. Загинув: жт. 1943 р.
- Барабицький Андрій Мусійович, 1911 р. Мобілізований у 1941 р. Рядовий. Загинув: жт. 1943 р.
- Барабицький Василь Іванович, 1914 р. Партизан. Загинув у 1943 р. Похований у Бабиному Яру. м. Київ.
- Барвинський Федір Васильович, 1900 р. Мобілізований у 1941 р. Рядовий.
- Бахмацький Іван Григорович, 1914 р. Мобілізований у 1941 р. Рядовий. Загинув у 1943 р.
- Бахмацький Федір Григорович, 1907 р. Мобілізований у 1941 р. Рядовий. Загинув: лсп. 1943 р.
- Бибик Максим Якович, 1911 р. Мобілізований у 1941 р. Загинув 21.10.1943 р. Похований: с. Ходорів Миронівського р-ну Київської обл.
- Богданов Василь Сергійович, 1912 р. Мобілізований у 1941 р. Рядовий. Загинув 28.09.1942 р.
- Борткевич Іван Пилипович, 1899 р. Мобілізований у 1943 р. Рядовий. Загинув 2.04.1944 р. Похований: с. Весна Островського р-ну Псковської обл.
- Борткевич Олександр Пилипович, 1901 р. Рядовий. Загинув: гр. 1943 р.
- Боряк Омелян Євгенович, 1906 р. Мобілізований у 1941 р. Рядовий. Загинув: гр. 1943 р.
- Боряк Пантелеймон Родіонович, 1907 р. Мобілізований у 1941 р. Рядовий. Загинув: гр. 1943 р.
- Власенко Андрій Михайлович, 1907 р. Мобілізований у 1941 р. Рядовий. Загинув 17.11.1944 р.
- Власенко Григорій Панасович, 1920 р. Мобілізований у 1941 р. Рядовий. Загинув 21.09.1941 р.
- Власенко Михайло Леонтійович, 1910 р. Мобілізований у 1941 р. Рядовий. Загинув у 1943 р.
- Власенко Павло Іванович, 1904 р. Мобілізований у 1941 р. Рядовий. Загинув 10.10.1943 р. Похований: с. Трахтемирів Канівського р-ну Черкаської обл.
- Власенко Яків Петрович, 1925 р. Рядовий. Загинув 23.08.1944 р. Похований: с. Віски. Латвія.
- Вовнянко Іван Степанович, 1912 р. Мобілізований у 1941 р. Ст. лейтенант. Загинув у 1943 р.
- Вовнянко Петро Андрійович, 1909 р. Мобілізований у 1941 р. Рядовий. Загинув: лсп. 1943 р.
- Воропай Іван Степанович, 1912 р.. Мобілізований у 1941 р. Рядовий.
- Воропай Петро Степанович, 1908 р. Мобілізований у 1941 р. Рядовий. Загинув: гр. 1943 р.
- Галата Іван Лукич, 1898 р. Рядовий. Загинув: гр. 1943 р.
- Гапша Олексій Сергійович, 1910 р. Мобілізований у 1941 р. Рядовий. Загинув: лп. 1941 р.
- Гапша Петро Сергійович, 1914 р. Мобілізований у 1941 р. Рядовий. Загинув: лсп. 1943 р.
- Гапша Яків Сергійович, 1907 р. Мобілізований у 1941 р. Рядовий. Загинув: гр. 1943 р.
- Гах Василь Іванович, 1903 р. Мобілізований у 1941 р. Рядовий. Загинув 10.10.1943 р
- Гах Іван Петрович, 1905 р. Мобілізований у 1941 р. Рядовий. Загинув 10.10.1943 р. Похований: с. Балико-Щучинка Кагарлицького р-ну Київської обл.
- Гах Микола Миколайович, 1924 р. Рядовий. Загинув: лт. 1944 р.
- Геращенко Василь Панасович, 1906 р. Мобілізований у 1941 р. Загинув: лсп. 1943 р.
- Геращенко Іван Андрійович. Загинув 22.11.1943 р. Похований: с. Остряне Вітебської обл. Білорусь.
- Геращенко Іван Панасович, 1910 р. Мобілізований у 1941 р. Рядовий. Загинув у 1943 р. Похований: с. Остряне Вітебської обл. Білорусь.
- Гнатенко Григорій Андрійович, 1925 р. Рядовий. Загинув: гр. 1943 р.
- Гнатенко Іван Миколайович, 1919 р. Мобілізований у 1941 р. Рядовий. Загинув 10.11.1941 р.
- Горпинко Григорій Іванович, 1898 р. Рядовий. Загинув 10.11.1943 р.
- Грицан Михайло Романович, 1911 р. Мобілізований у 1941 р. Рядовий. Загинув 6.07.1944 р.
- Гришко Василь Іванович, 1920 р. Рядовий. Загинув: гр. 1943 р.
- Гришко Іван Васильович, 1894 р. Рядовий. Загинув: гр. 1943 р.
- Грищенко Федір Сергійович, 1905 р. Партизан. Загинув: гр. 1941 р.
- Громико Григорій Васильович, 1910 р. Мобілізований у 1941 р. Рядовий. Загинув: лт. 1944 р.
- Громико Михайло Павлович. Мобілізований у 1941 р. Рядовий. Загинув 18.09.1943 р. Похований: с. Вязовка Жуковського р-ну Орловської обл.
- Громико Олексій Васильович, 1912 р. Мобілізований у 1941 р. Сержант. Загинув у 1944 р.
- Даниленко Іван Максимович, 1922 р. Мобілізований у 1941 р. Рядовий. Загинув у 1943 р.
- Дем'янець Іван Степанович, 1919 р. Мобілізований у 1941 р. Рядовий. Мол. лейтенант. Загинув 21.12.1941 р. Похований: с. Замзалі. Латвія.
- Довгий Микола Мусійович, 1914 р. Мобілізований у 1941 р. Рядовий. Помер від ран 3.10.1941 р.
- Довгий Михайло Мусійович, 1918 р. Мобілізований у 1941 р. Мол. лейтенант. Загинув 2.04.1945 р. Похований: с. В-Шенквице. Чехословаччина.
- Довгополий Сергій Андрійович, 1910 р. Мобілізований у 1941 р. Рядовий. Загинув 9.12.1943 р. у Київській обл.
- Дрига Іван Максимович, 1899 р. Мобілізований у 1941 р. Рядовий.
- Дубина Володимир Михайлович, 1906 р. Підполковник. Загинув 1.07.1944 р. Похований: с. Погост Березинського р-ну Мінської обл. Білорусь.
- Дубина Іван Михайлович, 1910 р. Мобілізований у 1941 р. Рядовий. Загинув: лсп. 1943 р.
- Дядечко Віктор Олександрович. Мобілізований у 1941 р. Рядовий. Загинув 21.11.1943 р. Похований: с. Остряне Вітебської обл. Білорусь.
- Єременко Іван Якович, 1905 р. Мобілізований у 1941 р. Рядовий. Загинув: гр. 1943 р.
- Єременко Петро Михайлович, 1904 р. Мобілізований у 1941 р. Рядовий. Загинув: гр. 1943 р.
- Жарко Макар Іванович, 1909 р. Мобілізований у 1941 р. Рядовий. Загинув у 1941 р.
- Жарко Микола Гаврилович, 1918 р. Мобілізований у 1941 р. Рядовий. Помер від ран 16.03.1942 р. Похований: м. Санкт-Петербург.
- Жарко Микола Іванович, 1913 р. Мобілізований у 1941 р. Рядовий. Загинув: чв. 1942 р.
- Жидівка Микола Васильович, 1907 р. Мобілізований у 1941 р. Рядовий. Загинув у 1942 р.
- Жидівка Сергій Михайлович, 1913 р. Мобілізований у 1941 р. Рядовий. Загинув: гр. 1943 р.
- Заєць Іван Микитович, 1909 р. Мобілізований у 1941 р. Рядовий.
- Змага Іван Корнійович, 1912 р. Мобілізований у 1941 р. Єфрейтор. Загинув 25.07.1944 р. Похований: с. Кар'я Нарвського р-ну. Естонія.
- Ігнатенко Микола Григорович, 1914 р. Мобілізований у 1941 р. Сержант. Загинув 29.03.1944 р.
- Канівець Іван Акиндинович, 1909 р. Мобілізований у 1941 р. Рядовий. Загинув 27.04.1945.
- Ковінько Михайло Миколайович, 1918 р. Мобілізований у 1941 р. Загинув 5.10.1944 р.
- Ковтун Василь Федорович, 1905 р. Мобілізований у 1941 р. Рядовий.
- Ковтун Володимир Федорович, 1907 р. Мобілізований у 1941 р. Загинув у 1944 р.
- Ковтун Григорій Дмитрович, 1905 р. Мобілізований у 1941 р. Рядовий. Загинув: лсп. 1943 р.
- Ковтун Микола Васильович, 1926 р.
- Ковтун Микола Якович, 1922 р. Мобілізований у 1943 р. Рядовий. Помер від ран 3.05.1944 р. Похований: м. Сизрань.
- Ковтун Михайло Іванович, 1922 р. Мобілізований у 1941 р. Рядовий. Загинув: бер. 1945 р.
- Ковтун Павло Іванович, 1920 р. Мобілізований у 1943 р. Рядовий. Загинув: лсп. 1943 р.
- Ковтун Яків Олексійович, 1908 р. Мобілізований у 1941 р. Рядовий. Загинув у 1941 р.
- Козаченко Павло Дмитрович, 1905 р. Мобілізований у 1941 р. Рядовий. Загинув: вр. 1941 р.
- Козин Іван Дорофійович, 1920 р. Мобілізований у 1941 р. Рядовий. Загинув: гр. 1943 р.
- Колос Оврам Філонович, 1909 р. Мобілізований у 1941 р. Рядовий. Помер від ран у 1943 р. Похований: м. Саратов.
- Компанієць Іван Петрович, 1920. Мобілізований у 1941 р. Рядовий. Загинув 14.03.1942 р.
- Коноплянко Микола Антонович, 1912 р. Мобілізований у 1941 р. Рядовий. Загинув: гр. 1943 р.
- Котенко Микола Дорофійович, 1911 р. Мобілізований у 1941 р. Рядовий. Загинув: січ. 1945 р.
- Котенко Микола Павлович, 1922 р. Мобілізований у 1941 р. Рядовий. Загинув 1.03.1945 р. Похований: с. Дуброва. Чехословаччина.
- Кошман Володимир Олексійович, 1909 р. Мобілізований у 1941 р. Рядовий.
- Кошман Іван Лукич, 1905 р. Мобілізований у 1941 р. Рядовий. Загинув 21.03.1944 р.
- Кошман Іван Олексійович, 1907 р. Мобілізований у 1941 р. Рядовий. Загинув: січ. 1944 р.
- Кошман Іван Семенович, 1916 р. Мобілізований у 1941 р. Рядовий. Загинув у 1943 р.
- Кошман Кирило Лукич, 1901 р. Рядовий. Загинув 10.10.1943 р. Похований: с. Трахтемирів Канівського р-ну Черкаської обл.
- Кошман Микола Михайлович, 1918 р. Мол. лейтенант. Загинув 11.11.1944 р.
- Кошман Микола Федорович, 1924 р. Рядовий. Загинув 9.03.1943 р. Похований: с. Червона Гусарівка Балаклійського р-ну Харківської обл.
- Кошман Павло Костянтинович. Мобілізований у 1941 р. Рядовий. Загинув: лсп. 1943 р.
- Кошман Петро Володимирович, 1913 р. Мобілізований у 1941 р. Рядовий. Загинув 19.02.1944 р. Похований: с. Красна Горка Ленінградської обл.
- Кошман Петро Гаврилович, 1903 р. Рядовий. Загинув 29.10.1943 р. Похований: с. Ходорів Миронівського р-ну Київської обл.
- Кошман Сергій Кирилович, 1922 р. Мобілізований у 1941 р. Рядовий. Загинув 12.03.1944 р.
- Кравченко Володимир Григорович, 1924 р. Мобілізований у 1943 р. Рядовий. Загинув 8.10.1943 р.
- Кравченко Іван Іванович, 1909 р. Мобілізований у 1941 р. Рядовий. Загинув 11.08.1944 р.
- Кравченко Микола Петрович, 1908 р. Мобілізований у 1941 р. Рядовий. Загинув: гр. 1943 р.
- Кравченко Олексій Петрович, 1902 р. Мобілізований у 1941 р. Рядовий. Загинув 10.10.1943 р. Похований: с. Трахтемирів Канівського р-ну Черкаської обл.
- Кравченко Яків Федорович, 1910 р. Мобілізований у 1941 р.
- Крат Петро Кузьмич, 1913 р. Мобілізований у 1941 р. Рядовий. Загинув: гр. 1943 р.
- Кулеба Іван Степанович, 1922 р. Мобілізований у 1941 р. Ст. сержант. Загинув 27.07.1944 р. Похований: м. Веліново Брестської обл. Білорусь.
- Кулеба Сергій Михайлович, 1916 р. Лейтенант. Загинув: вр. 1941 р.
- Кулеба Степан Миколайович, 1898 р. Рядовий. Загинув 12.12.1943 р.
- Кулик Іван Григорович, 1904 р. Мобілізований у 1941 р. Сержант. Загинув: гр. 1943 р.
- Кулик Микола Єлисейович, 1914 р. Мобілізований у 1941 р. Рядовий.
- Кулик Феодосій Іванович, 1904 р. Мобілізований у 1941 р. Рядовий.
- Лимоня Іван Андрійович, 1909 р. Мобілізований у 1941 р. Рядовий. Загинув: гр. 1943 р.
- Лимоня Петро Петрович, 1919 р. Мобілізований у 1943 р. Рядовий.
- Литовка Леонід Миколайович, 1923 р. Мобілізований у 1941 р. Рядовий. Загинув 16.05.1942 р. Похований: с. Графовка Шебекинського р-ну Бєлгородської обл.
- Литовка Олексій Михайлович, 1922 р. Мобілізований у 1941 р. Рядовий. Загинув 29.12.1941 р. Похований: с. Зінов'євка Орловської обл.
- Литовка Олексій Степанович, 1922 р. Мобілізований у 1943 р. Рядовий. Загинув 13.10.1943 р. Похований: с. Дєм'янці Переяслав-Хмельницького р-ну Київської обл.
- Литовка Петро Павлович, 1908 р. Мобілізований у 1941 р. Рядовий. Загинув: вр. 1944 р.
- Личман Петро Степанович. Мобілізований у 1941 р. Рядовий. Загинув 15.09.1944 р. Похований в Угорщині.
- Логвиненко Андрій Григорович, 1905 р. Мобілізований у 1941 р. Рядовий. Загинув 24.01.1944 р. Похований: с. Білозірка Літинського р-ну Вінницької обл.
- Ляшенко Григорій Григорович, 1906 р. Мобілізований у 1941 р. Рядовий. Загинув: гр. 1943 р.
- Ляшенко Микола Григорович, 1904 р. Мобілізований у 1941 р. Рядовий. Загинув 15.10.1943 р.
- Мазурика Микола Федорович. Мобілізований у 1941 р. Рядовий. Загинув у 1943 р.
- Мельник Антон Іванович, 1910 р. Мобілізований у 1941 р. Рядовий. Загинув: лсп. 1943 р.
- Назаренко Микола Артемович, 1911 р. Мобілізований у 1941 р. Ст. сержант. Загинув: чв. 1942 р.
- Наточій Микола Петрович, 1920 р. Мобілізований у 1941 р. Рядовий. Загинув 29.06.1941 р.
- Начинко Микола Петрович, 1920 р. Мобілізований у 1941 р. Рядовий. Загинув: гр. 1943 р.
- Офіцер Федір Олександрович, 1919 р. Мобілізований у 1941 р. Рядовий.
- Павленко Іван Парамонович, 1908 р. Мобілізований у 1941 р. Сержант. Помер від ран 12.10.1943 р. Похований: м. Комсомольськ Полтавської обл.
- Павленко Олександр Парамонович, 1910 р. Мобілізований у 1941 р. Рядовий. Загинув: гр. 1943 р.
- Перерва Петро Васильович, 1910 р. Мобілізований у 1941 р. Мол. сержант. Загинув: гр. 1943 р.
- Перерва Петро Якимович, 1912 р. Мобілізований у 1941 р. Загинув у 1943 р.
- Петренко Степан Прохорович, 1901 р. Мобілізований у 1941 р. Рядовий. Загинув 21.10.1943 р. Похований: с. Ходорів Миронівського р-ну Київської обл.
- Писаренко Іван Григорович, 1915 р. Мобілізований у 1941 р. Рядовий. Загинув: лсп. 1943 р.
- Писаренко Мефодій Миколайович, 1900 р. Рядовий. Загинув: гр. 1944 р.
- Писаренко Степан Павлович. Рядовий. Загинув: лсп. 1943 р.
- Підгайко Петро Антонович, 1906 р. Мобілізований у 1941 р. Рядовий. Загинув у 1943 р.
- Підсадний Микола Макарович, 1922 р. Мобілізований у 1941 р. Рядовий. Загинув 27.02. 1943 р.
- Плутенко Іван Якович. Мол. сержант. Загинув: гр. 1943 р.
- Плутенко Михайло Іванович, 1901 р. Мобілізований у 1941 р. Сержант. Загинув 24.05.1943 р.
- Плутенко Федір Іванович, 1902 р. Мобілізований у 1941 р. Рядовий. Загинув: лсп. 1943 р.
- Ралко Павло Григорович, 1922 р. Мобілізований у 1941 р. Рядовий. Загинув:-лсп. 1943 р.
- Рубан Григорій Андрійович, 1890 р. Мобілізований у 1943 р. Рядовий. Загинув: лсп. 1943 р.
- Русанівський Григорій Якович, 1915 р. Мобілізований у 1941 р. Рядовий. Загинув: бер. 1943 р.
- Савченко Микола Купріянович, 1913 р. Мобілізований у 1941 р. Рядовий. Загинув 18.03.1945 р. Похований у Німеччині.
- Скоробач Микола Іванович. Мобілізований у 1941 р. Рядовий. Помер від ран 24.10.1943 р. Похований: с. Трахтемирів Канівського р-ну Черкаської обл.
- Скоробач Микола Ілліч, 1900 р. Загинув у 1943 р. Похований: м. Біла Церква Київської обл.
- Скоробач Микола Никанорович, 1916 р." Мобілізований у 1941 р. Рядовий. Загинув: лсп. 1943 р.
- Скоробач Микола Федорович. Мобілізований у 1943 р. Рядовий. Загинув 20.05.1944 р. Похований: с. Кошниця Дубосарського р-ну. Молдова.
- Скороход Микола Остапович, 1919 р. Мобілізований у 1941 р. Сержант. Загинув 17.07.1941 р.
- Скороход Михайло Макарович, 1906 р. Мобілізований у 1941 р. Рядовий. Загинув у 1942 р.
- Сухоніс Володимир Анарбекович, 1912 р. Мобілізований у 1943 р. Рядовий. Загинув 21.11.1943 р. Похований: м. Ліда. Білорусь.
- Сухоніс Григорій Петрович, 1909 р. Мобілізований у 1941 р. Рядовий. Загинув: гр. 1943 р.
- Сухоніс Микола Михайлович, 1910 р. Ст. лейтенант. Загинув 30.12.1941 р. Похований: с. Дроково Орловської обл.
- Терещенко Михайло Петрович, 1913 р. Мобілізований у 1943 р. Рядовий. Загинув 30.01.1944 р.
- Терещенко Петро Васильович, 1906 р. Мобілізований у 1941 р. Рядовий. Загинув 11.11.1943 р.
- Тихонович Василь Тарасович, 1922 р. Мобілізований у 1943 р. Ст. сержант. Загинув 28.02.1944 р.
- Товстоп'ят Дмитро Петрович, 1911 р. Мобілізований у 1941 р. Ст. сержант. Загинув 12.03.1944 р.
- Троценко Григорій Пархомович, 1905 р. Мобілізований у 1941 р. Рядовий. Загинув: лсп. 1943 р.
- Федоровський Василь Єгорович. Мобілізований у 1941 р. Сержант. Загинув 30.09.1943 р.
- Фесенко Федот Матвійович, 1895 р. Ст. лейтенант. Загинув 24.11.1941 р. Похований: с. Кринично-Лугове Ростовської обл.
- Харченко Іван Федорович, 1914 р. Мобілізований у 1941 р. Рядовий. Загинув 17.07.1941 р.
- Харченко Іван Якович, 1922 р. Мол. лейтенант. Загинув 26.01.1943 р. Похований: с. Олексіївка Курської обл.
- Харченко Юхим Федорович, 1908 р. Мобілізований у 1941 р. Рядовий. Загинув: ср. 1941 р.
- Цимбал Микола Якович, 1924 р. Рядовий. Загинув: лсп. 1943 р.
- Цокур Григорій Миколайович, 1905 р. Мобілізований у 1941 р. Загинув: гр. 1943 р.
- Цокур Микола Миколайович, 1909 р. Мобілізований у 1941 р. Загинув у 1942 р.
- Швець Микола Дмитрович, 1895 р. Мобілізований у 1943 р. Рядовий. Помер від ран 21.01.1944 р. Похований: м. Кіровоград.
- Шевченко Семен Микитович, 1894 р.

## Цікаві факти
- Перед війною (в 40р.) в селі були дві відомі вишивальниці, вишивали на замовлення: баба Масянка (прізвище Різничок) жила на Подолі і Ольга Кирилівна Жидівка, яка жила на Підгорі. В селі жили приїжджі росіяни, приїхали під час війни — прізвище Бухарі. Плели лапті із конопляного валу. Жили в тому будинку, де зараз живуть Бакірови. Пізніше вони виїхали в Харків.
- В селі в кожного були свої прізвиська: Солопи — Харченко, Силенки — Плутенко, Божки — Писаренко, Магирі — Гнатенко, Солоха — Ільченко, Оверки-Лимоні, Супоні- Харченко, Сманга — Харченко, Муха — Грицан, Масяни -Різничок, Слобожан — Литовка, Науми — Литовка, Лабаба — Василенко, Олійники — Борткевич, Пуля -Козін, Буланий — Власенко, Божиха — Кошман, Кендюх — Созонтов, Лєві — Власенко, Харенко — Плутенко, Стружка -Власенко, Пигидчуки — Козаченко, Розкосю — Литовченко, Куприха -Савченко. І ніхто в селі не ображався на свої «прізвиська».
- У Римарівці довгий час на весіллях грали троїсті музики — бубон, гармошка, скрипка. Відомі гармоністи Микола Коваленко, Громіко Микола Григорович. На скрипці грали Сергій Мехеєвич Гах, Іван Миколайович Різничок, Петро Гнатович Гах, Яків Іванович Ковтун. Танці були: гопак, полька, гречаники, яблучко, краков'як, бариня та інші. В селі були відомі художники: Котенко Микола Павлович (загинув на фронті) і Ольга Шиян, яка малювала картини переважно на історичні теми. В селі жили народні ремісники: Власенко Петро і його син Василь (Буланий). Вони шили хомути для коней, робили сідла, сідельники і виробляли діжки.

## Відомі люди
- Баринова-Кулеба Віра Іванівна — український художник.
- Крупський Іван Васильович (20.01.1901—1988) — генерал-майор авіації.
- Лифар Анатолій Петрович (1981—2014) — солдат Збройних сил України,
- учасник російсько-української війни.
- Ордановський Юрій Іванович — підполковник Армії УНР.[8]
- Одарченко Петро Васильович — український літературо- та мовознавець, критик, педагог, дійсний член УВАН та НТШ